# Крупицкая, Евгения Юрьевна
Евге́ния Ю́рьевна Крупи́цкая (Пустой шаблон {{ВД-Преамбула}} ) — российская лыжница, чемпионка России. Мастер спорта России (2020). 

## Биография
Евгения родилась и выросла в Санкт-Петербурге.
По собственному признанию, в детстве хотела стать биатлонисткой, благодаря комментариям Дмитрия Губерниева. Однако, в ДЮСШ Выборгского района Санкт-Петербурга, где училась Евгения, не было биатлонной секции, и в 9-летнем возрасте она стала заниматься лыжными гонками. 
Первый и личный наставник спортсменки — Николай Александрович Мишарин. В сборной России тренируется у Олега Перевозчикова.
На внутрироссийских соревнованиях выступает за родной Санкт-Петербург.  

### Спортивная карьера
В юниорские годы неоднократно становилась победителем и призёром всероссийских соревнованиях по лыжным гонкам в различных возрастных категориях.
На международных соревнованиях дебютировала в январе 2020 года на юношеских Олимпийских играх в швейцарской Лозанне, где лучшим результатом стало 6-е место в спринте.
В феврале 2021 года на чемпионате мира среди юниоров в финском Вуокатти Крупицкая дважды стала второй: в эстафете и гонке на 5 км свободным стилем. Через месяц впервые была вызвана в состав основной сборной России на финальный этап Кубка мира в швейцарском Энгадине, где в двух гонках стала 54-й и 36-й. 
В начале сезона 2021/22 вновь была в сборной России на этапе Кубка мира в Давосе, однако выступила лишь в одной гонке на 10 км свободным стилем, заняв 38-е место. 23 февраля 2022 года стала серебряным призёром в эстафете на первенстве мира среди юниоров в норвежской Лугне.
15 апреля 2023 года выиграла свою первую награду на чемпионате России, став бронзовым призёром марафона на 50 км свободным стилем в Апатитах.
В феврале 2024 года Крупицкая одержала первую победу во взрослой карьере, завоевав золото марафона на 50 км классическим стилем на Спартакиаде сильнейших в Тюмени. Через два месяца на той же дистанции вновь выиграла бронзу чемпионата России в Апатитах. 25 декабря 2024 победила в гонке на 30 км свободным стилем в Кирово-Чепецке, впервые став чемпионкой страны.